# 曾文發電廠
曾文發電廠，是台灣電力公司一座水力發電廠，由經濟部水利署南區水資源分署所有，委託台電營運，位於臺灣嘉義縣大埔鄉與臺南市楠西區交界的曾文溪上游，係利用曾文水庫的蓄水發電之水庫式發電廠。裝置容量為50MW，是目前臺灣南部唯一的大型水力發電廠與地下水力發電廠，全名為台灣電力股份有限公司曾文發電廠。

## 沿革
曾文發電廠是曾文水庫多目標的附屬工程之一，於1967年10月開始動工興建。工程開始後，共分有多個施工區同時進行，其中廠房施工部分則分有穹頂部、上半部、下半部，以及配合發電機裝機座之第二階段混凝土等四大部份依序進行。穹頂部基礎開挖直徑26.6 公尺，面積555.4平方公尺；上下部圓筒形開挖直徑23.0公尺，面積420.2平方公尺。土石方總數量16,800 立方公尺，混凝土總計7,300立方公尺。各部份均採由上向下全斷面開挖。
進水口至地下廠房之間的隧道部分，為避免與進水口基礎開挖發生衝突但又希望能同時施工以加快工程進度，因此頭水隧道之開挖另於隧道右側開鑿一條施工橫坑得以進行施工。與進水口連接段待進水口開挖接近完成後再行挖通。 
通達隧道及出入口控制室基礎開挖及混凝土施工部分，該通達隧道是地下發電廠房內所有人員和機具的唯一出入孔道，總長389公尺，為一倒D型隧道。 隧道開挖時，共安排了6部鑽堡車，並配備TY24LD附腳架鑽岩機，以全斷面進行開挖，開挖斷面39.83平方公尺。
1973年5月15日，曾文發電廠內的水輪機與發電機安裝完成，可開始準備試運轉作業。
6月25日，發電機組與台電公司系統並聯完成。耗時6年，曾文發電廠整體於1973年7月12日完工正式啟用。發電廠於完工後，由台灣電力公司以代管形式負責曾文發電廠的營運和曾文水庫大壩的所有閘門控制業務。
2002年，曾文發電廠委託營運的方式改為承攬方式營運，依舊由台電公司負責發電廠營運。

## 組織架構

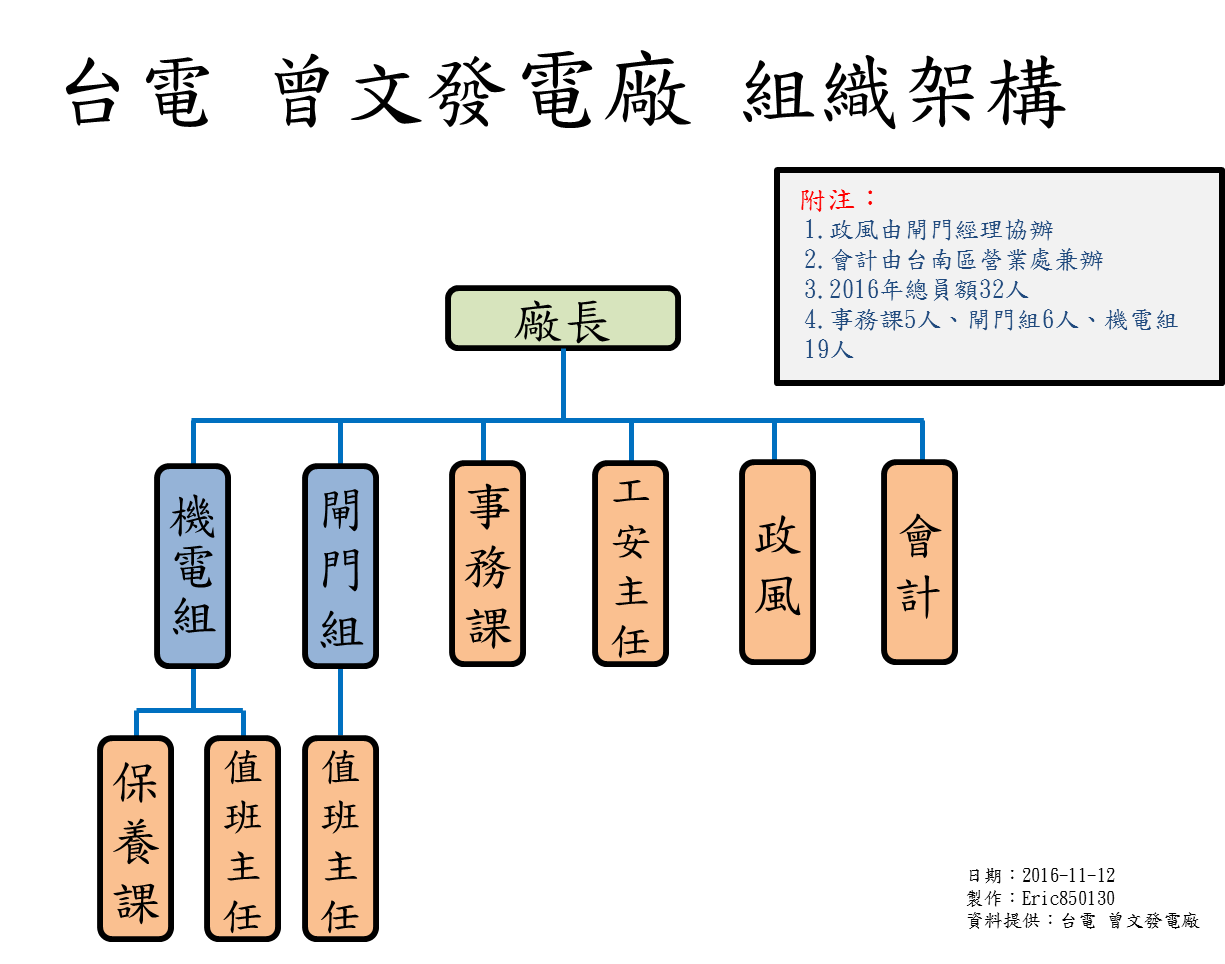
曾文發電廠 組織架構（原始資料由曾文發電廠提供）

## 設施
曾文發電廠是一座地下發電廠，位於曾文水庫大壩左岸下游的兩條導水隧道之間，也就是在大壩下方隧道內400公尺處，內部裝設設計水頭97.6公尺之法蘭西斯式水輪機，及50MW交流式同步發電機一部。廠房外設有開關場與主變壓器兩部，並架設兩條線路將電力輸送出去，分別是長28公里之69KV架空輸電線路，曾文-白河線與曾文-南化/西口線，連接台電新營變電所，以及11KV架空配電線路，楠西線與曾埔線。平均年發電量為2億5,618萬度。發電後的尾水經隧道流入下游曾文溪東口攔河堰，輸送至西口在由嘉南實業股份有限公司旗下西口水力發電廠的11MW水輪發電機組二次發電後，流入烏山頭水庫供農田水利灌溉及民生用水與工業用水。

### 機組
| 名稱   | 發電機型號                     | 水輪機型號                         | 機組數量 | 發電方式 | 有效落差（公尺） | 單一機組用水量（CMS） | 容量（MW） | 位置         | 商轉日期      | 狀態   |
| ------ | ------------------------------ | ---------------------------------- | -------- | -------- | ---------------- | --------------------- | ---------- | ------------ | ------------- | ------ |
| 一號機 | 日本三菱電機製交流式同步發電機 | 日本三菱重工製豎軸法蘭西斯型水輪機 | 1        | 水庫式   | 97.6             | 56CMS                 | 50MW       | 嘉義縣大埔鄉 | 1973年6月25日 | 商轉中 |

### 管理
- 電廠名稱：曾文發電廠
- 管理單位：臺灣電力公司曾文發電廠
- 廠內編制：32人（民國64年為62人）

### 設施
- 廠房類型：地下圓筒式廠房
- 取水來源：曾文溪（曾文水庫大壩）
- 壓力鋼管：一條，長281公尺，直徑3.8公尺，厚12-17mm。

## 圖集

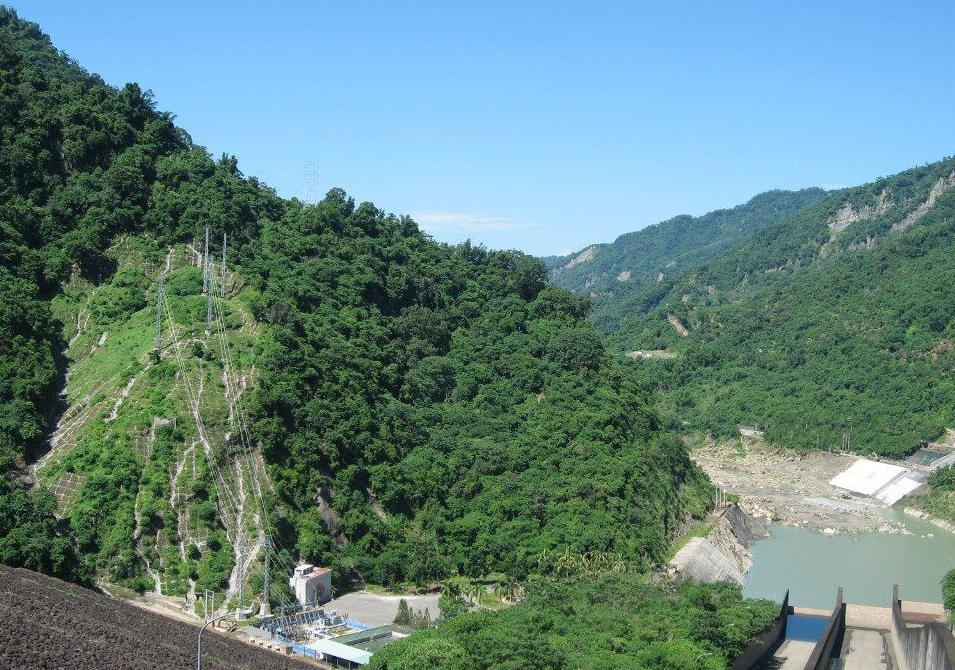
自曾文水庫大壩俯瞰曾文發電廠
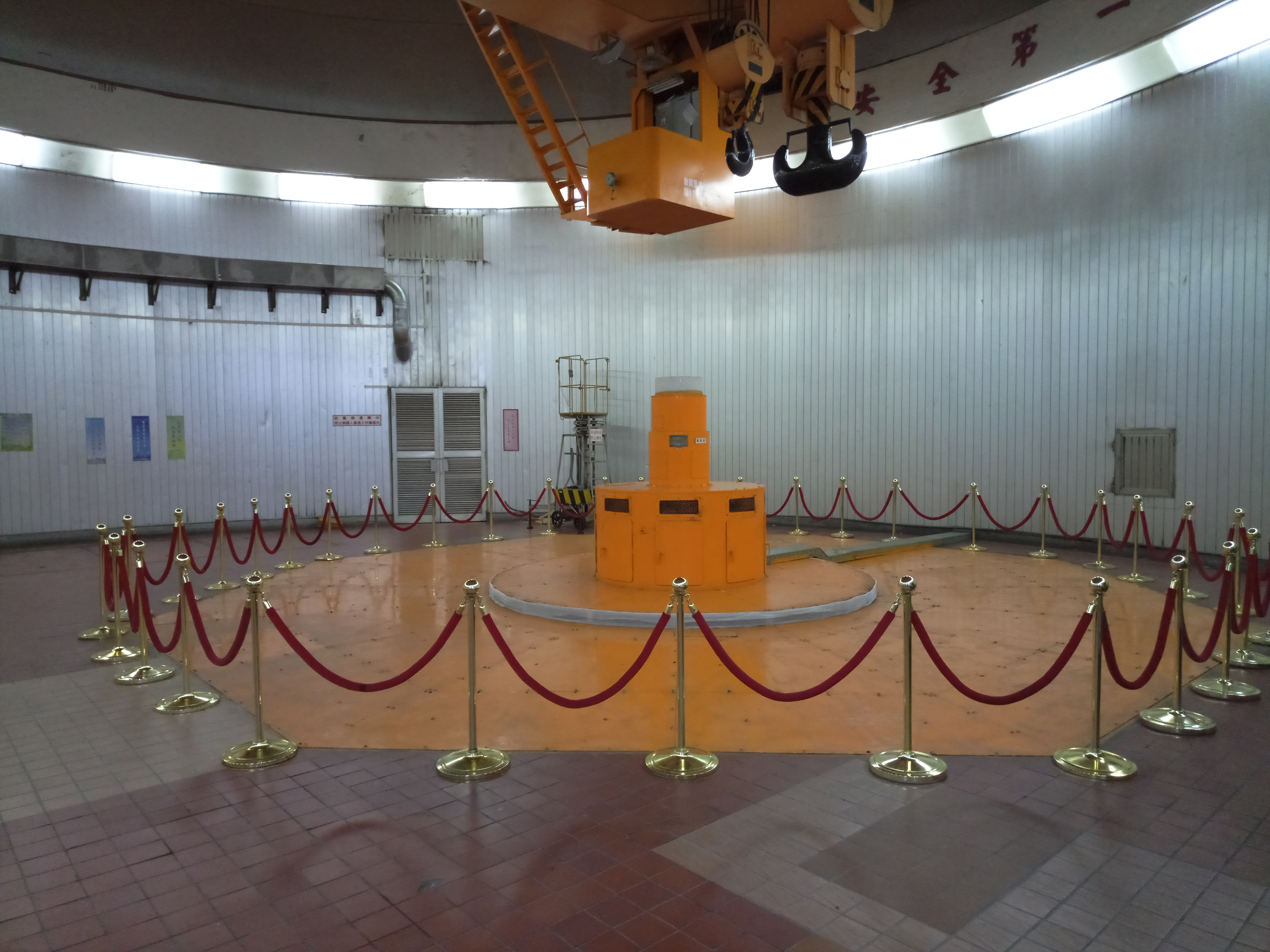
曾文發電廠地下廠房發電機頂蓋

## 鄰近景點
- 曾文水庫風景區
- 西拉雅國家風景區

## 資料來源
1. 1 2 3 4   (PDF). 台電公司.   [2013-06-30]. （原始内容存档 (PDF)于2016-03-04） （中文（臺灣））.
2. 1 2 3 4  . 經濟部水利署南區水資源局.   [2016-11-12]. （原始内容存档于2019-06-23） （中文（臺灣））.
3. 1 2  . 曾文水庫生態知識環境教育平台.   [2016-11-12]. （原始内容存档于2016-11-12） （中文（臺灣））.